# Volby do Knesetu 1959
Volby do čtvrtého Knesetu se v Izraeli konaly 3. listopadu 1959. Výsledkem bylo vítězství levice vedené stranou Mapaj Davida Ben Gurion. Volební účast byla 79,5 %.

## Výsledky
| strana                                    | hlasů   | % hlasů | křesel na začátku funkčního období | křesel na konci funkčního období |
| ----------------------------------------- | ------- | ------- | ---------------------------------- | -------------------------------- |
| Mapaj                                     | 370 585 | 38,2    | 47                                 | 47                               |
| Cherut                                    | 130 515 | 13,5    | 17                                 | 17                               |
| Národní náboženská strana                 | 95 581  | 9,9     | 12                                 | 12                               |
| Mapam                                     | 69 468  | 7,2     | 9                                  | 9                                |
| Všeobecní sionisté                        | 59 700  | 6,2     | 8                                  | 0                                |
| Achdut ha-avoda                           | 58 043  | 6,0     | 7                                  | 7                                |
| Náboženská fronta Tóry                    | 45 569  | 4,7     | 6                                  | 6                                |
| Progresivní strana                        | 44 889  | 4,6     | 6                                  | 0                                |
| Maki                                      | 27 374  | 2,8     | 3                                  | 3                                |
| Pokrok a rozvoj                           | 12 347  | 1,3     | 2                                  | 2                                |
| Spolupráce a bratrství                    | 11 104  | 1,1     | 2                                  | 2                                |
| Zemědělství a rozvoj                      | 10 902  | 1,1     | 1                                  | 1                                |
|                                           |         |         |                                    |                                  |
| Unie severoafrických imigrantů            | 8 199   | 0,8     | 0                                  | 0                                |
| Pokrok a práce                            | 4 651   | 0,5     | 0                                  | 0                                |
| Nezávislá frakce izraelských Arabů        | 3 818   | 0,4     | 0                                  | 0                                |
| Izraelská arabská dělnická strana         | 3 369   | 0,3     | 0                                  | 0                                |
| Sefardská národní strana                  | 3 133   | 0,3     | 0                                  | 0                                |
| Národní unie                              | 2 456   | 0,2     | 0                                  | 0                                |
| Holocaust Handicapped and Injured Faction | 1 765   | 0,2     | 0                                  | 0                                |
| Jemenitská frakce                         | 1 711   | 0,2     | 0                                  | 0                                |
| Nezávislí                                 | 1 611   | 0,2     | 0                                  | 0                                |
| Socialistická unie (Bund)                 | 1 322   | 0,1     | 0                                  | 0                                |
| Fronta nových imigrantů                   | 631     | 0,1     | 0                                  | 0                                |
| Třetí síla                                | 594     | 0,1     | 0                                  | 0                                |
| celkem                                    | 969 337 | 100     | 120                                | 100                              |
|                                           |         |         |                                    |                                  |
| Liberální strana                          | -       | -       | 0                                  | 14                               |
| Agudat Jisra'el                           | -       | -       | 0                                  | 4                                |
| Poalej Agudat Jisra'el                    | -       | -       | 0                                  | 2                                |
| celkem                                    |         |         | 120                                | 120                              |
|                                           |         |         |                                    |                                  |

## Čtvrtý Kneset
Po zvolení čtvrtého Knesetu vytvořil předseda vítězného Mapaje David Ben Gurion v pořadí devátou vládu, která získala 17. prosince 1959 důvěru Knesetu. Jeho koaliční vláda zahrnovala kromě Mapaje Národní náboženskou stranu, Mapa, Achdut ha-Avodu, Progresivní stranu a tři strany izraelských Arabů: Pokrok a rozvoj, Spolupráci a bratrství a Zemědělství a rozvoj. Ben Gurionova vláda měla šestnáct ministrů. Předsedou Knesetu se stal poslanec Mapaje Kadiš Luz.
Vláda padla po Ben Gurionově rezignaci 31. ledna 1961 v důsledku hlasování o nedůvěře vládě vyvoleném Cherutem a Všeobecnými sionisty kvůli Lavonově aféře. Poté, co se Ben Gurionovi nepodařilo sestavit novou vládu byly vypsány předčasné parlamentní volby. Čtvrtý Kneset tak trval pouze rok a devět měsíců, což bylo v té době nejkratší funkční období Knesetu.